# Studii politico-sociale pentru profesia de avocat
Studii politico-sociale pentru profesia de avocat (în italiană Studii politico-sociali per la professione legale) este un eseu științific scris de Cav. Avv. Bar. Antonino Natoli La Rosa, un eminent jurist și politician italian. Publicată pentru prima dată în 1890, această lucrare reprezintă o reflecție aprofundată asupra problemelor politice și sociale care influențează profesia juridică, în special în contextul Italiei și Europei din acea perioadă. Lucrarea face parte din „Colecția istorică” a Universității Harvard din Statele Unite.
Eseul este o referință importantă pentru cercetătorii din domeniul jurisprudenței și al istoriei sociale a Italiei. Influența sa se extinde și asupra reflecției asupra eticii profesionale și a rolului avocaților în societate, fiind un text fundamental pentru înțelegerea istoriei profesiilor juridice din Italia.
„Studii politico-sociale pentru profesia de avocat” este o lucrare de mare valoare, care explorează teme de actualitate, legând dreptul de politică și societate.

## Context istoric
Lucrarea lui Natoli se încadrează într-o perioadă de mari schimbări sociale și politice în Italia, imediat după Unirea Italiei (1861). Autorul explorează legăturile dintre politică, jurisprudență și profesia juridică, reflectând asupra provocărilor și oportunităților cu care se confrunta profesia juridică într-un context de reforme sociale și politice în desfășurare. Această perioadă marca instalarea unui nou sistem juridic, în timp ce țara încă se afla în procesul de construire a unei identități naționale unificate.

## Descriere și conținut
Textul lui Natoli reprezintă o serie de eseuri care abordează diverse aspecte ale profesiei juridice în relație cu dezvoltările politice și sociale ale vremii. Printre temele abordate, se numără necesitatea unei legislații reformiste, importanța eticii profesionale pentru avocați, precum și provocările cu care se confrunta profesia juridică într-un sistem juridic în schimbare. Natoli subliniază cum avocații puteau juca un rol esențial în promovarea justiției sociale și modernizarea instituțiilor legale.
Cartea este adesea citată pentru analiza sa iluminatoare a profesiei juridice, care, abordând problemele legate de rolul său social și politic, se dovedește a fi un text fundamental și pentru înțelegerea evoluției dreptului, moralei și politicii în Italia.

## Autor
Antonino Natoli (1843-1907) a fost un jurist, politician și scriitor italian. Fiul unei familii din înalta nobilime franceză, descendentă din Regele Carol I d'Angio, Natoli s-a dedicat studiului dreptului, distingându-se prin înțelegerea sa profundă a dinamicii politice și sociale ale vremii sale. A fost de asemenea implicat în activități politice, ocupând funcții importante în diverse instituții.
Opera sa se caracterizează prin angajamentul său pentru justiția socială și printr-o viziune reformistă a profesiei juridice. Natoli este considerat o figură centrală în istoria dreptului italian, în special pentru contribuția sa la formarea profesiei juridice în perioada post-unificare.

## Influență
"Studii politico-sociale pentru profesia de avocat" a fost un text inovator pentru epoca sa, oferind o reflecție critică asupra rolului avocatului nu doar ca profesionist al dreptului, ci și ca actor social și politic. Opera lui Natoli a avut un impact durabil asupra formării profesiei juridice în Italia, influențând generațiile ulterioare de juriști și avocați. De asemenea, reflecția sa asupra legăturii dintre drept și politică a avut o mare relevanță pentru schimbările sociale și instituționale care au avut loc în Italia în anii următori. 